# سیاست متعرضانه
سیاست متعرضانه به استفاده از تکنیک‌های مختل‌کننده برای بیان یک نکته سیاسی یا تغییر سیاست دولت گفته می‌شود. نمونه‌هایی از این تکنیک‌ها اقداماتی مانند تظاهرات، اعتصاب عمومی، شورش، تروریسم، نافرمانی مدنی و حتی انقلاب هستند که فعالیت‌های عادی جامعه را مختل می‌کنند. جنبش‌های اجتماعی اغلب با سیاست متعرضانه سر و کار دارند. چارلز تیلی، جامعه‌شناس تاریخی، سیاست متعرضانه را این گونه تعریف می‌کند: «تعاملاتی که در آن بازیگران ادعایی را در رابطه با منافع دیگری مطرح می‌کنند و دولت‌ها در این تعاملات به عنوان هدف، آغازگر ادعا یا شخص ثالث حضور دارند. مفهوم سیاست متعرضانه در طول دهه ۱۹۹۰ و آغاز قرن بیست و یکم توسط برجسته‌ترین محققان این حوزه (سیدنی تارو، چارلز تیلی و داگ مک‌آدام) در ایالات متحده ایجاد شد.